# Velbrück (Adelsgeschlecht)

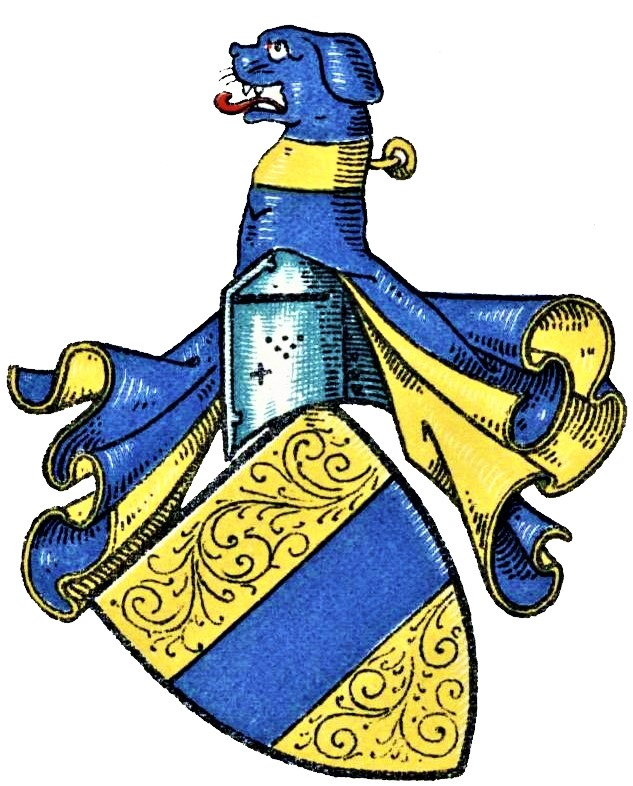
Wappen derer von Velbrück im Wappenbuch des Westfälischen Adels

Velbrück (ursprünglich: Aldenbrüggen, Altenbrügge o. ä.; ab Anfang des 15. Jahrhunderts: Altenbrück genannt Velbrück, Vellbrüggen, Velbrück genannt Meirl o. ä.) ist der Name eines niederrheinischen Adelsgeschlechts, das in einer Linie auch in Westfalen ansässig war.

## Geschichte
Das Geschlecht nannte sich vermutlich nach Altenbrück, heute ein Ortsteil von Overath, gehörte zum niederrheinischen Uradel und war bei der Bergischen Ritterschaft aufgeschworen. Die Familie erlangte im 17. Jahrhundert den Freiherren- und zuletzt den Grafenstand.
Bereits 1262 erscheint ein Ritter Ludolf von Aldenbrügge. Im 14. Jahrhundert saß die Familie auf Haus Vellbrüggen, dessen Name sie annahm. 1458 hatte sie auch Lovelich (Kreis Opladen) im Besitz. Es folgten Erp 1500–1697, Haus Velbrück 1545–1692, Neuerburg (Kreis Heinsberg) 1550–1450, Garath 1550–1572, Burg Bachem 1550–1591, Schloss Elsum 1591, Haus Velde 1591, Haus Horst (Warbeyen) 1600, Lanquit 1650–1732, Auel 1650–1673 und Haus Graven 1643. 1700 saß es noch auf Ophoven und Richrath. Marie Therese von Velbrück (1653–1712), Tochter des kurpfälzischen Obriststallmeisters Freiherrn Konrad Gumprecht von Aldenbrück gen. Velbrück, war die Frau des Herzogs Ernst August von Schleswig-Holstein-Sonderburg-Augustenburg (1660–1731). Mit dem Tod des Fürstbischofs von Lüttich, Franz Karl von Velbrück (1719–1784), Sohn von Maximilian Heinrich Reichsgraf von Velbrück und Marie-Anne von Wachtendonck zu Germenseel, erlosch das Geschlecht im Mannesstamm.

## Persönlichkeiten
- Johann von Aldenbrüggen genannt Velbrück († nach 1481), Mitglied des Kölner Domkapitels
- Rutger von Aldenbrüggen genannt Velbrück († 1537/38), kurkölner Erbkämmerer, Herr zu Burg Bachem
- Christina von Velbrück († 1567), Tochter des vorherigen, 1540–1567 Äbtissin von St. Quirin in Neuss
- Konrad Gumprecht von Aldenbrück (1624–1672), Herr zu Graven, Lanquit und Auel, Generalmajor, Kämmerer, Geheimer Rat, Oberhofmeister, 1656–1666 Amtmann im Amt Löwenberg, 1666–1672 Amtmann zu Windeck
- Anna Maria von Velbrück, 1654–1663 Äbtissin im Stift Dietkirchen
- Wolfgang Philipp Franz von Velbrück (1650–1702), Sohn von Konrad Gumprecht von Aldenbrück gen. Velbrück, Deutschordensritter, Komtur von Muffendorf (1684–1700) u. St. Katharina in Köln (1700–1702), 1673–1702 Amtmann zu Windeck
- Maximilian Heinrich von Velbrück (1673–1737), Neffe des vorherigen, Herr zu Richrath, Graven, Lanquit, Vorst, Garath, Ophoven und Auel, jülichscher Geheimer Rat, Kämmerer, Kanzler, 1702–1737 Amtmann zu Windeck; wurde 1711 in den erblichen Grafenstand erhoben
- Adam von Velbrück (1710–1776), Sohn des vorherigen, 1737–1776 Amtmann zu Windeck
- Franz Karl von Velbrück (1719–1784), Bruder des Adam, Fürstbischof von Lüttich

## Wappen
Blasonierung: In Gold ein blauer Balken. Auf dem Helm ein blauer Brackenkopf mit goldenem Halsband. Die Helmdecken sind blau-golden.
Bei Johann Siebmacher und Anton Fahne wird der Brackenkopf abweichend in Gold mit blauem Halsband dargestellt.